# 헤로데 안티파스

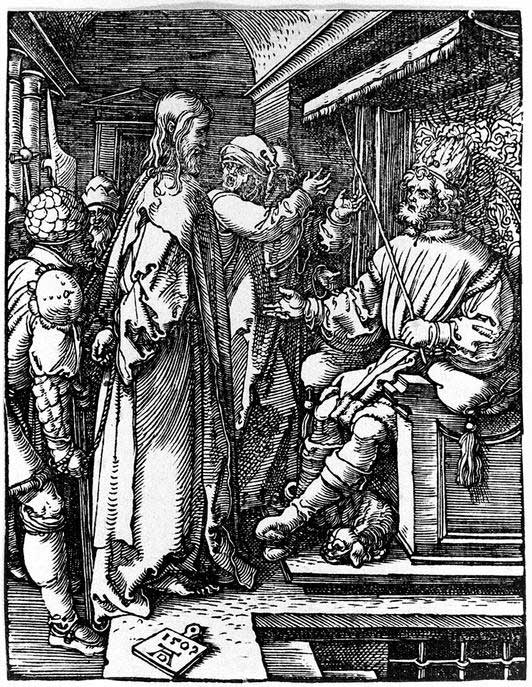

헤로데 안티파스 또는 헤롯 안디바(기원전 20년 - 39년)는 1세기, 예수가 활동하던 시대의 갈릴리와 페레아의 통치자였다.

## 생애
헤로데 안티파스는 기원전 20년 유대의 왕인 헤로데 대왕과 사마리아출신의 말타체의 아들로 태어났다. 형제로는 헤로데 아르켈라오스와 헤로데 빌립보 2세를 비롯한 다수의 이복형제가 있다. 그는 로마제국이 세운 지방권력자인 아버지 헤로데 대왕과 아우구스투스의 동맹을 유지하는 상징으로, 일종의 인질로서 로마에서 자랐고 교육받았다.
기원전 4년 헤로데 대왕이 죽자 그의 형제들과 함께 왕국을 분할하여 물려받았는데 안티파스에게 분할된 지역은 갈릴리와 페레아였다.
안티파스가 처음으로 한일은 아버지의 죽음을 틈타 이 지역에서 발생한 오순절 반란을 제압하고 질서를 회복하는 일이었다. 이후 그는 아버지의 전철을 따라 영토내에 수많은 도시를 건축했는데 가장 유명한 것은 갈릴리 호수 서쪽 해변에 세운 티베리아스로 갈릴리의 수도였다. 이 도시의 이름은 안티파스의 보호자였던 로마 황제 티베리우스를 기리기 위해 그의 이름을 따서 지어졌는데 무덤자리에 세워졌기 때문에 처음에는 유대인들이 살기를 거부하기도 하였다.
안티파스는 이웃나라인 나바테아의 공주 파샬리스와 결혼 했으나 이혼하고 그의 이복동생인 헤로데 빌립보 1세의 아내이자 또 다른 이복동생 아리스토부루스 4세의 딸인 헤로디아와 결혼했다. 이 결혼으로 결국 그는 파멸하게 되는데 나중에 파샬리스의 아버지인 나바테아의 왕 아레타스 4세가 쳐들어 왔기 때문이다. 세례자 요한은 이 부도덕한 결혼을 강하게 비판했고 결국 안티파스에 의해 투옥되고 처형되었다.
36년 헤로데 안티파스는 로마와 파르티아사이의 협상의 중재역을 맡아 성공적으로 임무를 완수했지만 당시 시리아의 총독이던 비텔리우스와 사이가 나빠졌다.
37년경 안티파스의 첫 번째 부인의 아버지인 나바테아 왕 아레타스 4세가 침입하였고 이에 로마에 구원을 요청하자 황제는 비텔리우스를 파견했으나, 일부러 느리게 이동했다고 한다. 칼리굴라가 로마의 황제가 되자 안티파스의 아내 헤로디아는 오빠 헤로데 아그리파 1세의 성공을 시기하여 제거하려고 했으나, 오히려 아그리파 1세의 역공을 받아 칼리굴라 황제는 안티파스와 헤로디아를 갈리아로 추방했고 두사람은 그 곳에서 죽었다.

## 성서와 헤로데 안티파스

### 세례자 요한과 헤로데 안티파스
신약성서의 마르코 복음서 6:14-29에 따르면 안티파스의 아내 헤로디아가 그를 부추겨 세례자 요한을 잡아 가두게 했으며 자신의 딸을 시켜 안티파스에게 세례자 요한의 목을 가져오도록 하게 했다고 한다. 이 딸의 이름은 성서에는 나오지 않으나 전통적으로 살로메로 알려져 있다.(이 사건은 수많은 예술작품의 모티브가 되었다.) 안티파스가 세례자 요한을 죽인 이유에 대해, 마르코 복음서에는 간단하게 예언자인 세례자 요한이 헤로데 안티파스와 헤로디아간의 불륜(헤로디아는 안티파스 동생의 아내이다.)을 비판했기 때문이라고만 나와 있다. 하지만 역사가 플라비우스 요세푸스에 의하면, 헤로데 안티파스가 세례자 요한을 죽인 진짜 이유는 세례자 요한의 민중들에 대한 영향력이 자신에 대한 반란으로 이어질 것을 두려워했기 때문이었다.
요한 복음서에 의하면, 세례자 요한은 예루살렘의 대사제들과 레위인들이 사람을 보내어 그리스도를 사칭하는 자가 아닌지 확인할 정도로 유대 민중들에게 존경받는 예언자(預言者)였으니, 헤로데 안티파스의 입장에서는 그를 두려워하지 않을 수 없었을 것이다.

### 예수와 헤로데 안티파스
안티파스는 루가 복음서에 다시 등장하는데 예수의 수난과 재판에 관여한 것으로 되어있다. 예수가 붙잡혀 수난을 받을 당시 안티파스는 과월절을 지키러 예루살렘에 머물고 있었다. 폰티우스 필라투스는 체포되어 자기 앞에 끌려온 예수가 갈릴래아 사람이라는 것을 알자 그를 관할인 안티파스에게 보내어 재판을 받게 했다. 안티파스는 예수가 기적을 일으킨다는 소식을 전부터 듣고 있어서 예수를 만나자 기적을 일으켜보라고 요구했다. 예수가 침묵으로 일관하고 아무 일도 하지 않자, 안티파스는 그를 조롱하며 다시 필라투스에게 보냈다고 한다. 이러한 내용은 다른 복음서에는 나오지 않고 루가 복음서에만 거론되고 있다. 외경인 베드로의 복음서에는 예수의 십자가 처형의 명령을 내린 것은 필라투스가 아닌 헤로데라고 말한다. 베드로 복음서에는 필라투스와는 달리 '손을 씻기'를 거부한 것은 분명히 헤로데 안티파스와 "유대인들" 이라고 되어있다.

## 같이 보기
- 헤로데 왕국